# Robin Walker
Robin Walker, född 1976, är en australiensisk datorspelsutvecklare mest känd för sitt arbete med Quake Team Fortress, Team Fortress Classic, Team Fortress 2 och Half-Life: Alyx. Walker studerade vid Royal Melbourne Institute of Technology i Melbourne.
Tillsammans med John Cook och Ian Caughley började Walker arbeta på Team Fortress som ett mod för Id Softwares QuakeWorld 1996. På grund av produktens popularitet anlitades teamet av det då lilla Valve för att arbeta med Team Fortress Classic och senare med Team Fortress 2. Walker har deltagit i utvecklingen av olika Valve-spel, inklusive Half-Life 2 och Dota 2. På senare tid har Walker fokuserat på kollisionen mellan ekonomi och speldesign, i ett försök att omvandla Team Fortress 2 till ett gratis spel med mikrotransaktioner. Walker arbetade med Valves flaggskeppsspel för virtuell verklighet, Half-Life: Alyx, som släpptes den 23 mars 2020.